# Virgil Earp
Virgil Walter Earp (Hartford, Kentucky, 18. srpnja 1843. – Goldfield, Nevada, 19. listopada 1905.), američki predstavnik zakon i jedan od legendarne braće Earp. Najpoznatiji je po tome što je, kao gradski maršal Tombstone u američkoj saveznoj državi Arizoni bio jedan od učesnika obračuna kod O. K. Corrala 1881. godine, koji slovi za jedan od najpoznatijih revolveraških sukoba na Divljem zapadu.

## Životopis
Rodio se u Kentuckyju kao drugi najstariji sin Nicholasa Portera Earpa i njegove druge supruge Virginia Ann Cooksey. Njegov stariji brat bio je Newton Earp, a najpoznatiji među njima bio je legendarni Wyatt Earp. Kada je imao sedamnaest godina, njegova je obitelj živjela u gradu Pella u Iowi. Tamo je upoznao mladu Nizozemku Magdalenu C. "Ellen" Rysdam s kojom je 1861. godine sklopio tajni brak i s kojom je, navodno, dobio kćer Nellie Jane. Kada su njihovi roditelji doznali za sklopljeni brak odlučili su ga razvrgnuti, ali nisu uspjeli u tome. Godine 1862. pridružio se sjevernjačkoj vojsci tijekom Američkog građanskog rata u kojem je služio u 83-ćem pješaštvu Illinoisa do lipnja 1865. godine. Godine 1863. njegova je supruga dobila informaciju da je Virgil poginuo u bitci pa se uskoro preudala i preselila s njihovom kćerkom na teritorij Oregona. Kada je dobio častan otpust iz vojske, Virgil se vratio u Pellu samo kako bi doznao da njegova žena i kćer nisu više tu. U to vrijeme se ostatak njegove obitelj već bio preselio u San Bernardino, Kalifornija te im se pridružio godinu dana kasnije.
Godine 1866. radio je s mlađim bratom Wyattom kao teretni brodar na liniji Wilmington – Prescott u Arizoni, a nešto kasnije su njih dvojica radili na izgradnji željezničke pruge u Wyomingu. Godine 1868. braća su se odselila u Lamar u Missouriju, gdje je Virgil pomagao na očevoj farmi i vodio dućan. Godine 1870. se ponovno oženio, ovaj put s Rosella Dragoo, ali je taj brak trajao sam tri godine. Uskoro se, nakratko, naselio u Council Bluffs u Iowi gdje je upoznao treću suprugu, Alviru “Allie” Sullivan, s kojom je proveo ostatak svog života.
Godine 1877. preselio se sa suprugom i bratom Wyattom u Dodge City u Kansasu, ali ne postoje sačuvani podaci da je tamo djelovao kao predstavnik zakona. Nakon što je sudjelovao kao privremeni zamjenik šerifa u Prescottu u Arizoni i noćni čuvar, uskoro je postao predstavnik zakona. Dana 27. studenog 1879. godine imenovan je zamjenikom saveznog maršala za Arizonu te je putovao iz Prescotta u Tombstone. Za manje od godinu dana postao je v.d. gradskog šerifa u Tombstoneu nakon što je bio ubijen šerif Fred White. Isprava je zadržao svoju dužnost zamjenika saveznog maršala, ali je se poslije morao odreći. Sljedeće je godine opet bio izabran za gradskog maršala, a iste je godine, dana 26. listopada, sudjelovao s braćom Wyattom i Morganom te Docom Hollidayjom u znamenitom obračunu kod O. K. Corrala u kojem su poginula trojica ljudi iz bande Ikea Clantona. Virgila, njegovu braću i Doca uhitio je šerif John Behan, a Virgil je bio suspendiran tijekom istrage spomenute pucnjave. Iako je Virgil bio najiskusniji revolveraš među braćom, većinu slave za taj događaj pokupio je njegov mlađi brat Wyatt. Na suđenju je dokazano da su braća djelovala u okviru svojih zakonskih ovlasti, budući da je Virgil privremenon proglasio svoju braću i Doca svojim zamjenicima. Oko mjesec dana kasnije, Virgil je upao u zasjedu, hodajući od Oriental Saloona do hotela Cosmopolitan te je upucan s dva metka, jednim u leđa, a drugim u lijevu ruku. Ubojice nisu pronađene, ali se sumnjalo da iza pokušaja ubojstva stoje ljudi Ikea Clantona. Virgil je preživio ranjavanje, ali mu je lijeva ruka ostala osakaćena. Kada je teritorijalni savezni maršal Crawley P. Dake doznao za Virgilov podbačaj, smijenio ga je i postao njegova brata Wyatta za zamjenika saveznog maršala.
Virgil je bio ozlijeđen od prostrijelnih rana te nije sudjelovao u osveti svoje braće i Doca Hollidayja za ubojstvo njegova brata Morgana Earpa koje se dogodilo 18. ožujka 1882. godine. Kada se oporavio od ranjavanja naselio se u Colton u Kaliforniji gdje je nekoliko godina radio kao željeznički agent, ali se i pretjerano bavio kockanjem. Godine 1886. otvorio je privremeno detektivsku agenciju, ali je uskoro postao predstavnik zakona u Coltonu, a godinu dana kasnije je imenovan prvim maršalom toga grada. Godine 1889. je dao ostavku na dužnost maršala i počeo se baviti organizacijom boksačkih mečeva i operativom kockarnice u San Bernardinu u Kaliforniji. U proljeće 1893. godine odselio se u rudarsko naselje Vanderbilt u Kaliforniji gdje osnovao saloon na dva kata u kojem su se na katu izvodili plesni nastupi, nagradne igre pa čak i crkvene mise, dok je prizmelje bilo tipičan saloon. Sljedećih godina su se Virgil i Annie često selili u nove rastuće gradove, ali vraćali i u neke stare, poput Coltona i Prescotta.
Godine 1904. odselio se sa suprugom u Goldfield u saveznoj državi Nevadi, gdje je 26. siječnja 1905. godine bio izabran za zamjenika šerifa. Međutim, već neko vrijeme mu je zdravlje kopnilo pa je naposljetku umro pred kraj iste godine od pneumonije.

## Vanjske poveznice
- Virgil Earp – istraži povijest Kentuckyja (engl.)
- Virgil Earp – Poštivanje zakona Zapada – legendsofamerica.com (engl.)
- Virgil Earp – nps.gov (engl.)